# Торнтон, Трент
Трент Эдвард Торнтон (англ. Trent Edward Thornton, 30 сентября 1993, Питтсбург, Пенсильвания) — американский бейсболист, питчер клуба Главной лиги бейсбола «Торонто Блю Джейс».

## Биография
Трент Торнтон родился 30 сентября 1993 года в Питтсбурге. Окончил старшую школу Ардри Келл в Шарлотте, в течение четырёх лет выступал за её бейсбольную команду. В выпускной год Торнтон был её капитаном, после выпуска он занимал десятое место в рейтинге лучших молодых игроков Северной Каролины по версии сайта Impact Baseball. С 2013 по 2015 год он учился в университете Северной Каролины, играл в бейсбол в турнире NCAA. По итогам своего дебютного сезона Торнтон вместе с командой сыграл в студенческой Мировой серии и был включён в сборную новичков студенческого бейсбола. За три года карьеры он провёл 24 матча в роли стартового питчера, всего принял участие в 73 играх. На драфте Главной лиги бейсбола 2015 года Торнтон был выбран клубом «Хьюстон Астрос» в пятом раунде.
С 2015 по 2018 год Торнтон выступал за фарм-клубы системы «Астрос», два последних сезона проведя на уровне AAA-лиги в составе «Фресно Гриззлиз». После окончания чемпионата 2018 года он занимал 24 место в рейтинге лучших проспектов клуба по версии MLB Pipeline. В арсенал его подач входили фастбол скоростью 93—95 миль в час, кервбол и слайдер. В ноябре 2018 года «Астрос» обменяли Торнтона в «Торонто Блю Джейс» на игрока инфилда Аледмиса Диаса.
В марте 2019 года Торнтон дебютировал в Главной лиге бейсбола. В своём дебютном сезоне он сыграл за «Блю Джейс» в 32 матчах, проведя на поле 154,1 иннинга с пропускаемостью 4,84. По количеству матчей, иннингов и сделанных страйкаутов он стал лучшим среди питчеров клуба. В 2020 году Торнтон сыграл всего 5,2 иннингов с показателем пропускаемости 11,12. В августе клуб внёс его в список травмированных с воспалением правого локтя. В сентябре игрок перенёс операцию.